# Campeonato Essuatiniano de Futebol
O Campeonato Essuatiniano de Futebol ou MTN Premier League (anteriormente conhecido como Campeonato Suazi de Futebol) é a principal divisão do futebol de Essuatíni. Ele é organizado pela Associação de Futebol de Essuatíni.

## História
A liga foi criada em 1971.

## Campeões
| Ano     | Clube                |
| ------- | -------------------- |
| 1971    | Milling Hotspurs     |
| 1972    | Milling Hotspurs     |
| 1973    | desconhecido         |
| 1974    | Mbabane Highlanders  |
| 1976    | Mbabane Highlanders  |
| 1977    | Juventus Kvaluseni   |
| 1980    | Mbabane Highlanders  |
| 1981    | Mhlume Peacemakers   |
| 1982    | Mbabane Highlanders  |
| 1983    | Manzini Wanderers    |
| 1984    | Mbabane Highlanders  |
| 1985    | Manzini Wanderers    |
| 1986    | Mbabane Highlanders  |
| 1987    | Manzini Wanderers    |
| 1988    | Mbabane Highlanders  |
| 1989    | Denver Sundowns      |
| 1990    | Denver Sundowns      |
| 1991    | Mbabane Highlanders  |
| 1992    | Mbabane Highlanders  |
| 1993    | Mbabane Swallows     |
| 1994    | Eleven Men in Flight |
| 1995    | Mbabane Highlanders  |
| 1996    | Eleven Men in Flight |
| 1997    | Mbabane Highlanders  |
| 1998    | não houve            |
| 1998–99 | Manzini Wanderers    |
| 1999–00 | Mbabane Highlanders  |
| 2000–01 | Mbabane Highlanders  |
| 2001–02 | Manzini Wanderers    |
| 2002–03 | Manzini Wanderers    |
| 2003–04 | Mhlambanyatsi Rovers |
| 2004–05 | Mbabane Swallows     |
| 2005–06 | Royal Leopards       |
| 2006–07 | Royal Leopards       |
| 2007–08 | Royal Leopards       |
| 2008–09 | Mbabane Swallows     |
| 2009–10 | Young Buffaloes      |
| 2010–11 | Green Mamba          |
| 2011–12 | Mbabane Swallows     |
| 2012–13 | Mbabane Swallows     |
| 2013–14 | Royal Leopards       |
| 2014–15 | Royal Leopards       |
| 2015–16 | Royal Leopards       |
| 2016–17 | Mbabane Swallows     |
| 2017–18 | Mbabane Swallows     |
| 2018–19 | Green Mamba          |
| 2019–20 | Young Buffaloes      |
| 2020–21 | Royal Leopards       |
| 2021–22 | Royal Leopards       |
| 2022–23 | Green Mamba          |

## Performance por clube
| Clube                | Cidade        | Títulos | último título |
| -------------------- | ------------- | ------- | ------------- |
| Mbabane Highlanders  | Mbabane       | 13      | 2000–01       |
| Royal Leopards       | Simunye       | 8       | 2021–22       |
| Mbabane Swallows     | Mbabane       | 7       | 2017–18       |
| Manzini Wanderers    | Manzini       | 6       | 2002–03       |
| Green Mamba          | Simunye       | 3       | 2022–23       |
| Manzini Sundowns     | Manzini       | 2       | 1990          |
| Eleven Men in Flight | Siteki        | 2       | 1996          |
| Milling Hotspurs     | Manzini       | 2       | 1972          |
| Young Buffaloes      | Matsapha      | 2       | 2019–20       |
| Mhlambanyatsi Rovers | Mhlambanyatsi | 1       | 2003–04       |
| Juventus Kvaluseni   | Mhlume        | 1       | 1977          |
| Mhlume Peacemakers   | Mhlume        | 1       | 1981          |